# Smyrna (Maine)
Smyrna ist eine Town im Aroostook County des Bundesstaates Maine in den Vereinigten Staaten. Im Jahr 2020 lebten dort 439 Einwohner in 197 Haushalten auf einer Fläche von 91,2 km².

## Geografie
Nach den Angaben des United States Census Bureaus hat Portage Lake eine Fläche von 91,2 km², wovon 90,9 km² aus Land und 0,3 km² aus Gewässern bestehen.

### Geografische Lage
Smyrna ist eine Town im südöstlichen Aroostook County. Der Duck Pond befindet sich nordwestlich von Smyrna und der Duck Pond Outlet durchfließt die Town. Im Nordosten grenzt der B Lake an, im Südosten der Cochrane Lake und im Süden der Timoney Lake. Der 346 m hohe Timoney Mountain liegt im Süden.

### Nachbargemeinden
Alle Entfernungen sind als Luftlinien zwischen den offiziellen Koordinaten der Orte aus der Volkszählung 2010 angegeben.
- Norden: Unorganized Territory von Central Aroostook, 15,3 km
- Nordosten: Hammond, 14,6 km
- Osten: Ludlow, 13,9 km
- Südosten: New Limerick, 14,4 km
- Süden: Oakfield, 3,8 km
- Südwesten: Dyer Brook, 16,5 km
- Westen: Merrill (Maine), 14,3 km

### Stadtgliederung
In Smyrna gibt es mehrere Siedlungsgebiete: Dudley, Emerson Siding, Hemore (ehemaliges Postamt), Hillman (ehemalige Eisenbahnstation), Ludlow, Smyrna Center und Smyrna Mills.

### Klima
Die mittlere Durchschnittstemperatur in Smyrna liegt zwischen −11,7 °C (11° Fahrenheit) im Januar und 18,3 °C (65° Fahrenheit) im Juli. Damit ist der Ort gegenüber dem langjährigen Mittel der USA um etwa 10 Grad kühler. Die Schneefälle zwischen Oktober und Mai liegen mit über fünfeinhalb Metern knapp doppelt so hoch wie die mittlere Schneehöhe in den USA, die tägliche Sonnenscheindauer liegt am unteren Rand des Wertespektrums der USA.

## Geschichte
Als erster Siedler in Smyrna gilt 1830 der methodistische Pfarrer Nehemiah Leavitt. Der Ort wurde am 7. März 1839 offiziell als Town anerkannt. Die ursprüngliche Bezeichnung für dieses Gebiet lautete Township No. 6, Third Range West of the Easterly Line of the State (T6 R3 WELS). Der Boden besteht aus kiesigem Lehm und ist fruchtbar. Hauptkultur ist die Kartoffel. In den Wäldern wachsen Fichten, Hemlock, Birke und Ahorn. Es gab in Smyrna eine Sägemühle.
Seit 1996 sind eine große Anzahl von amischen Familien zugezogen, die einen starken Einfluss auf den Ort nehmen.

### Einwohnerentwicklung
| Volkszählungsergebnisse – Town of Smyrna, Maine | Volkszählungsergebnisse – Town of Smyrna, Maine | Volkszählungsergebnisse – Town of Smyrna, Maine | Volkszählungsergebnisse – Town of Smyrna, Maine | Volkszählungsergebnisse – Town of Smyrna, Maine | Volkszählungsergebnisse – Town of Smyrna, Maine | Volkszählungsergebnisse – Town of Smyrna, Maine | Volkszählungsergebnisse – Town of Smyrna, Maine | Volkszählungsergebnisse – Town of Smyrna, Maine | Volkszählungsergebnisse – Town of Smyrna, Maine | Volkszählungsergebnisse – Town of Smyrna, Maine |
| Jahr                                            | 1800                                            | 1810                                            | 1820                                            | 1830                                            | 1840                                            | 1850                                            | 1860                                            | 1870                                            | 1880                                            | 1890                                            |
| ----------------------------------------------- | ----------------------------------------------- | ----------------------------------------------- | ----------------------------------------------- | ----------------------------------------------- | ----------------------------------------------- | ----------------------------------------------- | ----------------------------------------------- | ----------------------------------------------- | ----------------------------------------------- | ----------------------------------------------- |
| Einwohner                                       |                                                 |                                                 |                                                 |                                                 | 184                                             | 172                                             | 165                                             | 159                                             | 237                                             | 303                                             |
| Jahr                                            | 1900                                            | 1910                                            | 1920                                            | 1930                                            | 1940                                            | 1950                                            | 1960                                            | 1970                                            | 1980                                            | 1990                                            |
| Einwohner                                       | 411                                             | 411                                             | 460                                             | 442                                             | 409                                             | 349                                             | 331                                             | 318                                             | 354                                             | 378                                             |
| Jahr                                            | 2000                                            | 2010                                            | 2020                                            | 2030                                            | 2040                                            | 2050                                            | 2060                                            | 2070                                            | 2080                                            | 2090                                            |
| Einwohner                                       | 415                                             | 442                                             | 439                                             |                                                 |                                                 |                                                 |                                                 |                                                 |                                                 |                                                 |

## Wirtschaft und Infrastruktur

### Verkehr
Durch den Süden des Gebietes der Town Smyrna führen die Interstate 95, der U.S. Highway 2 und die Bahnstrecke Oakfield–Fort Kent. Die Interstate 95 verbindet Smyrna mit der kanadischen Grenze im Osten und Bangor im Süden.

### Öffentliche Einrichtungen
Smyrna besitzt keine eigene Bücherei. Die nächstgelegene ist die Katahdin Public Library  in Island Falls.
Es gibt kein Krankenhaus oder medizinische Einrichtung in Smyrna. Das nächstgelegene Krankenhaus für Smyrna und die Region befindet sich in Patten.

### Bildung
Smyrna  gehört mit Crystal, Dyer Brook, Hersey, Island Falls, Merrill, Moro Plantation, Mt. Chase, Oakfield, Patten, Sherman und Stacyville zur Regional School Unit 50.
Folgende Schulen stehen den Schülerinnen und Schülern zur Verfügung:
- Katahdin Elementary School (PK-6) in Stacyville
- Katahdin Middle/ High School (7-12) in Stacyville
- Southern Aroostook Community Schools (PK-12) in Dyer Brook